# Alt-Treptow

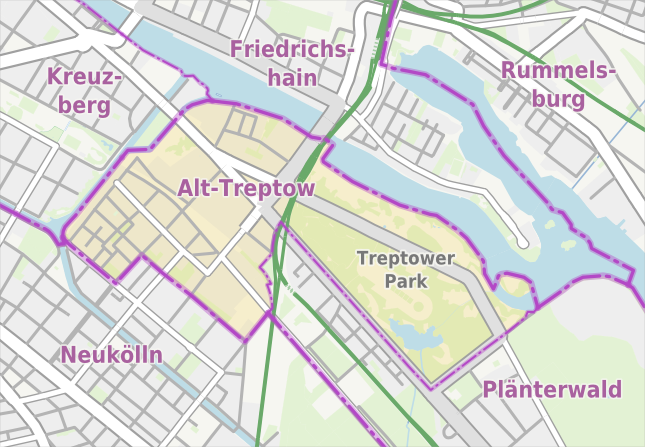
Mappa del quartiere

Alt-Treptow (letteralmente: «Treptow vecchia»; talvolta semplicemente Treptow; IPA: [ˈtreːptoː]) è un quartiere (Ortsteil) di Berlino, appartenente al distretto (Bezirk) di Treptow-Köpenick.

## Storia
Già comune autonomo, Treptow venne annessa alla "Grande Berlino" nel 1920, venendo assegnata all'omonimo distretto.  Dal 2001 è parte del distretto di Treptow-Köpenick.